# Galoitalski jezici
Galoitalski jezici (cisalpinski latinski jezici), jedna od dvije glavne skupine galoiberskih jezika koji se govore na sjeveru Italije i u susjednim državama. Skupina obuhvaća pet, po novijoj klasifikaciji (6) jezika:
1. emilijanski [egl]
2. Ligurski jezik, u Liguriji, Italija i susjedna Francuska i Monako. Preko 1.920.000.
3. Lombardski jezik, preko 9.000.000, poglavito u Italiji i 303.000 u Švicarskoj.
4. Pijemontski jezik, preko 3.100.000 u Pijemontu.
5. romanjolski [rgn]
6. Venecijanski jezik, preko 2.180.000 u Italiji i 100.000 u Hrvatskoj i Sloveniji.
Emilijano-romanjolo, preko 2.000.000 goovrnika u Italiji i San Marinu. Podijeljen na 2 jezika.

## Vanjske poveznice
- Ethnologue (14th)
- Ethnologue (15th)